# Grodzisko (Lublin)

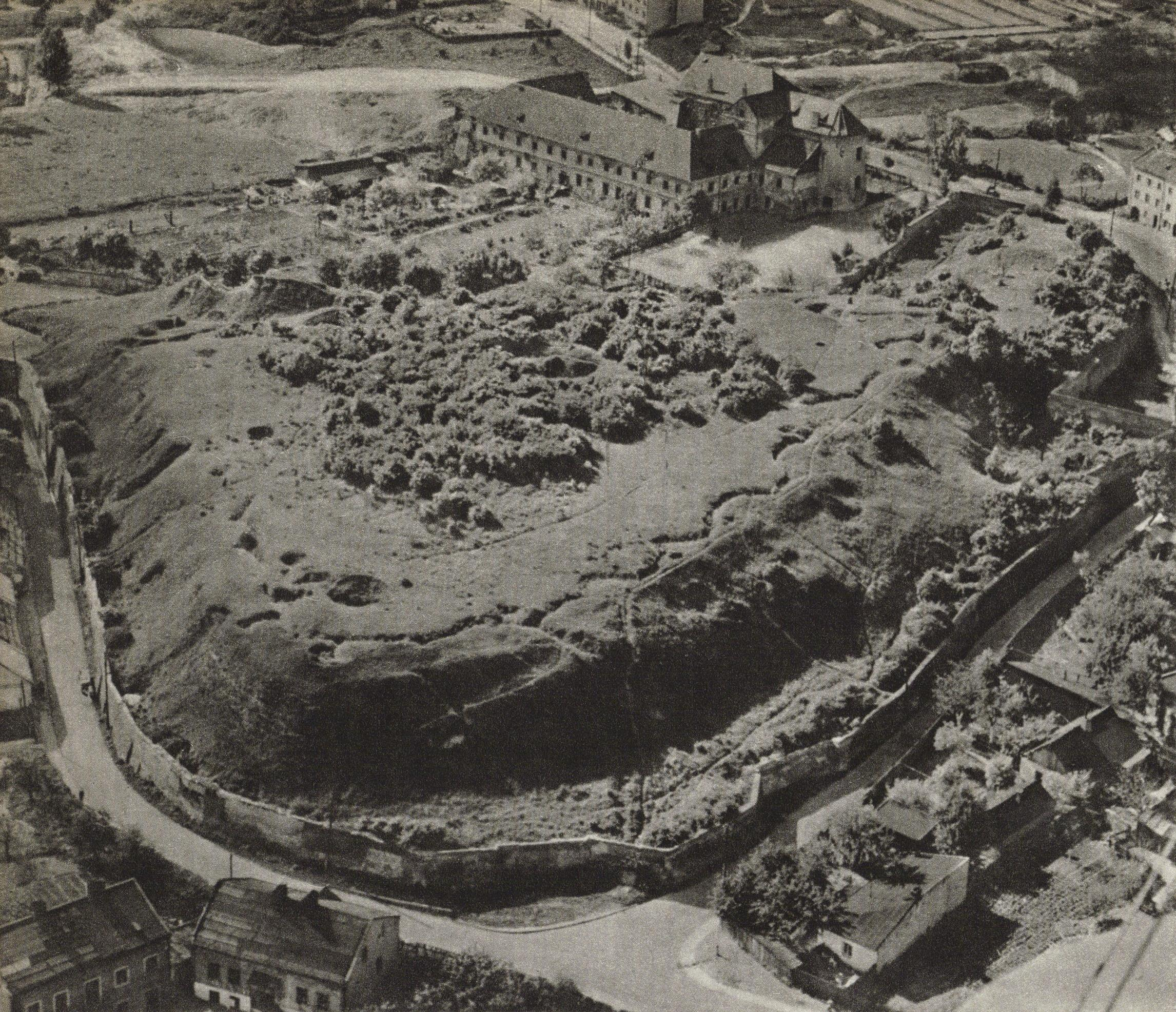
Grodzisko z lotu ptaka, rok 1964

Grodzisko – wzniesienie na terenie lubelskiego Śródmieścia, położone na północny wschód od Starego Miasta, historycznie jedna z najstarszych części Lublina, przy trakcie prowadzącym na Ruś. 
Jego granice stanowią: ul. Kalinowszczyzna, Floriańska i Sienna. Początkowo mogło ono stanowić całość z Czwartkiem, innym lubelskim wzniesieniem, położonym na zachód od Grodziska. Przed VI wiekiem mogła rozdzielić je erozja Czechówki. Na wschód od Grodziska znajduje się kolejne wzniesienie – Białkowska Góra. 
Grodzisko było miejscem powstania jednej z pierwotnych (VI w.) osad na terenie Lublina. Pozostałymi wzgórzami, na których w tym okresie także rozwinęły się osady, są: wspomniane Czwartek i Białkowska Góra, a ponadto Zamkowe, Staromiejskie i Żmigród. 
Nazwa wzgórza pochodzi od grodu wzniesionego w XI w., w okresie powstawania państwa pierwszych Piastów. Informacje o grodzie pochodzą z lat 1502 i 1508, kiedy wyznaczono ten teren pod cmentarz żydowski, później znany jako stary kirkut.